# 沿岸カルスト地方
沿岸カルスト地方

(スロベニア語: Obalno-kraška statistična regija)、スロベニアで統計上用いられる地方区画 (Statistical regions of Slovenia) のひとつ。伝統的には広くプリモルスカ地方（沿岸地方）と呼ばれる地方の一部であり、スロベニア・イストリア地方の全域と、クラス地方（歴史的にはゴリツィア・グラディスカ伯国の領域）の大部分から成る。

## 統計上の特徴
スロベニアで唯一海に面する地方で、亜地中海性気候に属する。付加価値の2/3以上がサービス業(交易、もてなし、交通)で、その殆どがコペル港と周辺の海岸・温泉観光地から生産される。2013年にスロベニアで宿泊した観光客の約1/4がこの地方で宿泊した。このうち外国人は半分強で、特にイタリア、オーストリア、ドイツ出身が特に多い。
2012年のこの地方の人口成長率は8.1%だった。この時期に人口が増えた地方は4つしか無い。2013年中盤の年齢指標は133.3だった。これは、15歳以下の住民100人に対して、65歳以上の住民が133人居た事を表す。
この地方の農家は、面積と家畜の両方で全国最小である。

## 自治体
沿岸カルスト地方は7つの自治体から成る。
その内2012年の人口が1万人以上だったのは次の3市。
- コペル：4.75万人
- イゾラ：1.6万人
- セジャーナ：1.3万人

## 人口
沿岸カルスト地方の人口の4割以上がコペル市に集中する。

1人当たりGDPが国内2位である。

外国人の割合が10%と、4番目に高い。

## 経済
- 第一次産業：1.5%
- 第二次産業：20.7%
- 第三次産業：77.8%

第三次産業に従事する人口割合は国内最高である。

スロベニアへの観光客の19.6%がこの地方を訪れ、その内外国人が62.5%である。

## 交通
- 高速道路:83.6km
- その他の道路+鉄道:1551.6km

コペル港は国内最大である。

小規模なポルトロズ空港が有る。